# Гейлберг
Гейлберг (англ. Haleburg) — місто (англ. town) в США, в окрузі Генрі штату Алабама. Населення — 112 особи (2020).

## Географія

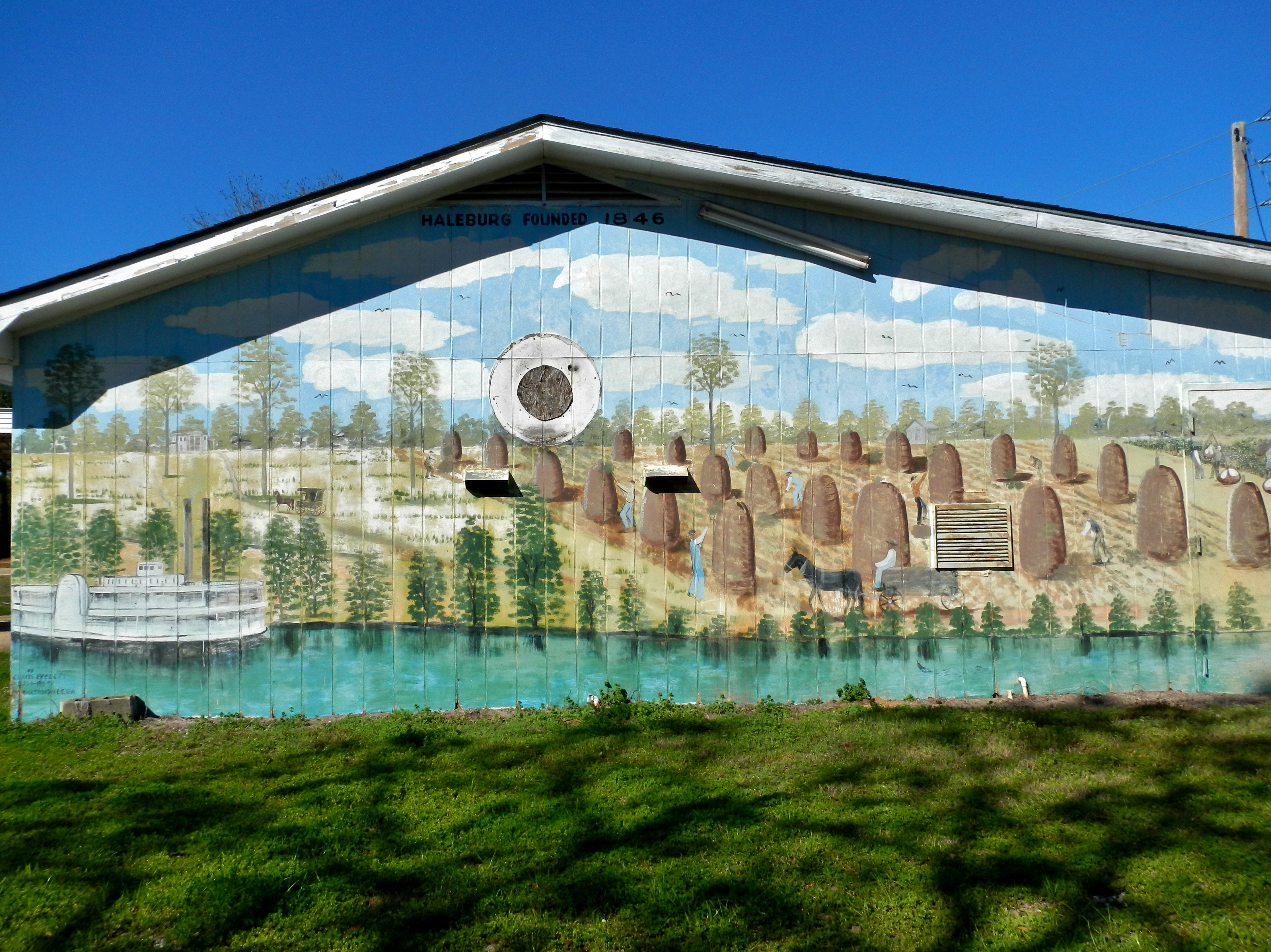
Фреска в Гейлберзі зображує сільськогосподарські коріння міста.

Гейлберг розташований за координатами 31°24′36″ пн. ш. 85°8′17″ зх. д. / 31.41000° пн. ш. 85.13806° зх. д. (31.409976, -85.138068).  За даними Бюро перепису населення США в 2010 році місто мало площу 9,94 км², уся площа — суходіл.

## Демографія
Згідно з переписом 2010 року, у місті мешкали 103 особи в 44 домогосподарствах у складі 34 родин. Густота населення становила 10 осіб/км².  Було 61 помешкання (6/км²).
Расовий склад населення:
| - 94,2 % — білих - 4,9 % — чорних або афроамериканців |

До двох чи більше рас належало 1,0 %. Частка іспаномовних становила 0,0 % від усіх жителів.
За віковим діапазоном населення розподілялося таким чином: 16,5 % — особи молодші 18 років, 68,0 % — особи у віці 18—64 років, 15,5 % — особи у віці 65 років та старші. Медіана віку мешканця становила 49,8 року. На 100 осіб жіночої статі у місті припадало 94,3 чоловіків;  на 100 жінок у віці від 18 років та старших — 104,8 чоловіків також старших 18 років.
Середній дохід на одне домашнє господарство  становив 56 838 доларів США (медіана — 54 167), а середній дохід на одну сім'ю — 64 406 доларів (медіана — 57 500). Медіана доходів становила 43 750 доларів для чоловіків та 45 417 доларів для жінок. За межею бідності перебувало 8,3 % осіб, у тому числі 0,0 % дітей у віці до 18 років та 25,0 % осіб у віці 65 років та старших.
Цивільне працевлаштоване населення становило 46 осіб. Основні галузі зайнятості: освіта, охорона здоров'я та соціальна допомога — 30,4 %, транспорт — 17,4 %, будівництво — 13,0 %, публічна адміністрація — 10,9 %.